# ماریسا برونر
ماریسا برونر (انگلیسی: Marisa Brunner؛ زادهٔ ۲۸ مهٔ ۱۹۸۲) بازیکن فوتبال اهل سوئیس است.
از باشگاه‌هایی که در آن بازی کرده‌است می‌توان به اس‌سی سند و باشگاه فوتبال زنان فرایبورگ اشاره کرد.
وی همچنین در تیم ملی فوتبال زنان سوئیس بازی کرده‌است.